# Rigoletto (film 1993)
Rigoletto è un film drammatico/fantasy del 1993 diretto da Leo D. Paur.

## Trama
Durante la Grande Depressione, un ricco e sfigurato recluso di nome Ari Ribaldi si trasferisce nella città di Castle Gate. Poco dopo, il paese subisce un'ondata di pignoramenti, che la gente del posto incolpa Ribaldi. Per impedire a Ribaldi di prendere la casa della sua famiglia, la tredicenne Bonnie Nelson va a lavorare come domestica. Quando Ribaldi scopre che a Bonnie piace cantare, inizia a darle lezioni di musica. Sotto la sua guida, Bonnie prende il primo posto in una competizione canora.

## Produzione
Parte delle riprese sono state realizzate a Helper, Utah.

## Distribuzione
Il film venne presentato al Houston Film Festival il 23 aprile 1993. È stato inoltre proiettato al San Antonio Film Festival nell'aprile del 1995.